# B3 0727+409
B3 0727+409 es un cuásar ubicado en la dirección de la constelación Lince. Tiene un desplazamiento al rojo de z=2.5 que corresponde a una distancia recorrida por la luz de más de 11 mil millones de años.
B3 0727+409 se descubrió al azar en las observaciones realizadas en el cúmulo de galaxias Abell 585, utilizando el Observatorio Chandra de Rayos X. Chandra identificó el cuásar del cual un poderoso chorro de partículas emitidas desde el agujero negro supermasivo colocado en el centro de la galaxia, el jet se extiende por una longitud de unos 300,000 años luz.
La peculiaridad del descubrimiento es que normalmente estos chorros se identifican en el espectro de ondas de radio, mientras que en este caso la emisión de rayos X excede en gran medida a la de las ondas de radio que, por el contrario, parece débil. Es uno de los pocos aviones a reacción que emiten rayos X ubicados tan lejos. La imagen de B3 0727+409 data de una era en la que el Universo tenía solo 2.700 millones de años y la radiación cósmica de microondas (CMB), repetida por el Big Bang, tenía una intensidad mayor que actualmente observable, es posible que los electrones emitidos desde el agujero negro, viajando en el jet a velocidades relativistas, colisionando con los fotones del CMB hayan aumentado la energía en la banda de rayos X. Los electrones en este proceso continúan viajando a gran velocidad cerca de los de la luz durante cientos de miles de años. La enorme producción de rayos X permitió a Chandra detectar el fenómeno, lo que explica la casi completa ausencia de ondas de radio.
El descubrimiento implica que hay aspectos, aún por estudiar y comprender, de la evolución de los agujeros negros supermasivos, cuyas propiedades pueden cambiar a lo largo de miles de millones de años.